# Testo (utensile)

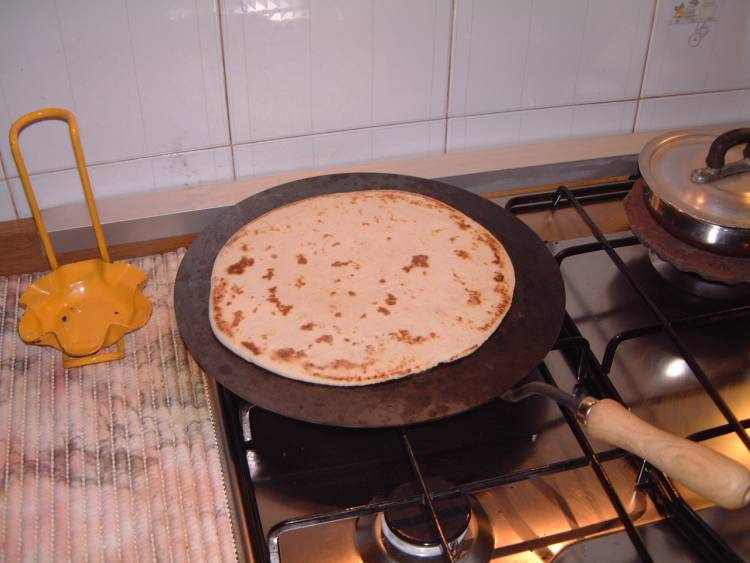
Cottura di una piadina su un testo

Il testo è un utensile da cucina utilizzato nelle cucine regionali della Romagna, della Liguria (nell'entroterra del Tigullio) e dell'Italia centrale.

## Storia e tipi

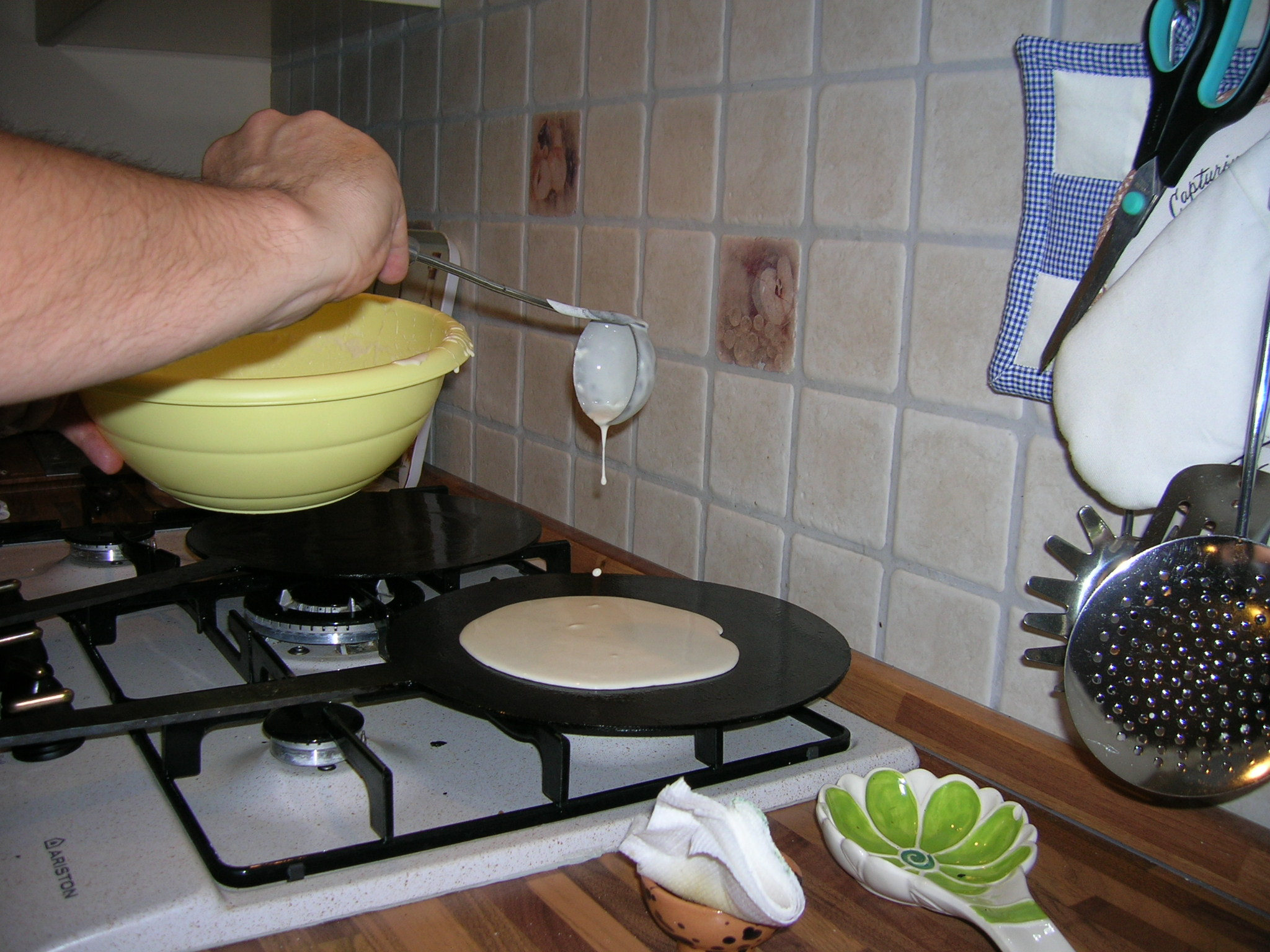
Preparazione di un borlengo con un testo in ghisa

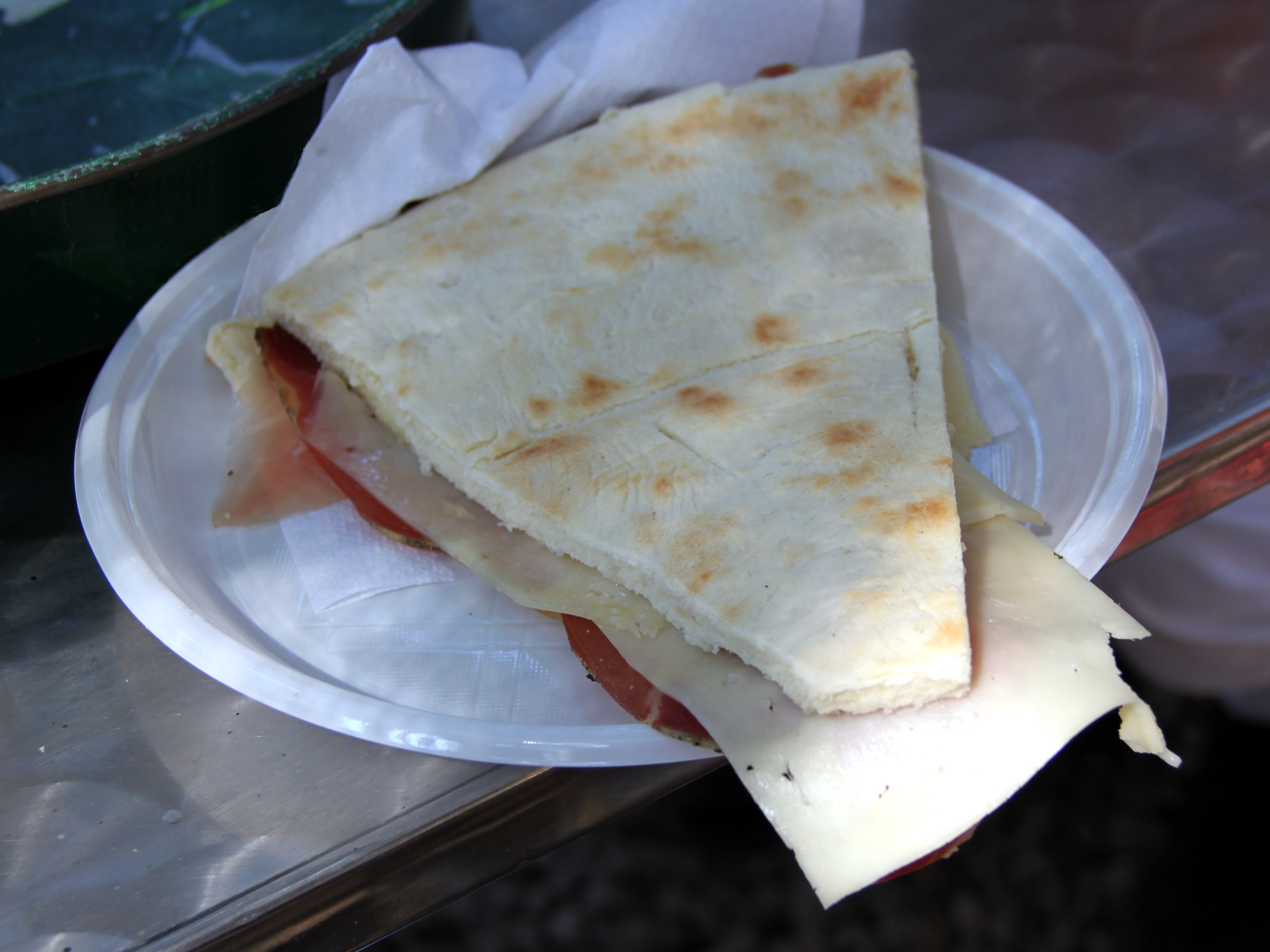
Una torta al testo al prosciutto e formaggio.

I testi sono formati da una piastra tonda di terracotta, a volte con un bordo lievemente rialzato, sulla quale sono fatte cuocere focacce piatte non lievitate. I testi più antichi erano realizzati in argilla, oggi sono più diffusi quelli fabbricati in ghisa. Possono anche essere costituiti da due parti che, precedentemente arroventate sul focolare, cuociono entrambe le facce della focaccia evitando di doverla voltare.
Il "testo" risale all'Antica Roma: originariamente la parola latina testum indicava un vaso, o pentola, di terracotta e anche il coperchio della stessa che, riempito di brace, veniva usato per cuocere anche da sopra. Testum deriva da tegula, utensile anch'esso di terracotta, che indicava sia una teglia sia una vera e propria tegola da tetto usata per cuocere alla brace. Il termine si mantenne poi anche per l'utensile odierno.
Nel Pontremolese e in tutta l'alta Lunigiana è ancora utilizzato il testo composto da due parti: un disco e un coperchio di forma leggermente conica. In particolare, lo si utilizza per la cottura dei testaroli. Nella cucina della montagna pistoiese i testi sono chiamati anche forme o piastre e sono attualmente utilizzati principalmente per la cottura dei necci.
Nell'entroterra ligure per testo si intende anche una copertura di ghisa che viene posta sopra i cibi dopo averla arroventata sul fuoco. È usata in particolare per torte, focacce, pane e anche per portate a base di carne, dando luogo alla cosiddetta cottura "sotto al testo", o "al testo". Il termine "testo" indica indistintamente sia questo utensile, sia quello che viene utilizzato per la preparazione dei testaieu, sovente chiamato anche "testetto".
In Romagna un particolare tipo di testo in terracotta (oggi spesso sostituito da modelli in ghisa, ferro o alluminio), chiamato localmente anche "teglia" (dal romagnolo tègia), è utilizzato per cuocere la piadina. Nell'Appennino tosco-romagnolo si usa invece un tipo in pietra arenaria chiamato lastra.
Un tipo di testo, in terracotta e di piccolo diametro chiamato tigella è usato per la cottura delle crescentine tipiche della montagna modenese.
Il testo è utilizzato anche in Umbria per la preparazione della tipica torta al testo.
Nella zona centrale dell'Appennino tosco-emiliano con il termine testo si indica un altro strumento di cottura, consistente in pietre di arenaria arroventate al fuoco del caminetto e poste su delle guide rigide (testaiole) per mantenere il corretto impilamento.
Le forme sono scavate per ospitare l'impasto di farina di castagne tra due foglie di castagno essiccate e rinvenute in acqua per fare i necci. Attualmente questo sistema di cottura è poco usato, preferendosi quello con le forme che non sono altro che i testi descritti nei contesti esterni ai territori indicati in questo paragrafo.
I necci cotti nei testi assumono una colorazione bruna molto marcata, con le sottili nervature delle foglie di castagno che conferivano al dolce un sapore leggermente amaro.